# Ariel Esteban Bermúdez
Ariel Esteban Bermúdez (Rosario, 04 de febrero de 1968)

## Carrera política
Su participación en la escena política comenzó